# Lucia Melo
Lucia Carvalho Pinto de Melo (Cajazeiras, ?) é uma engenheira química brasileira. Pesquisadora titular aposentada da Fundação Joaquim Nabuco. Atuou em diversos órgãos na área de Política, Planejamento e Gestão de Ciência, Tecnologia e Inovação. Dentre os prêmios recebidos, estão a Medalha de Mérito Almirante Tamandaré, da Marinha Brasileira, e a Ordem Nacional do Mérito Científico.

## Carreira
Lucia Carvalho Pinto de Melo mudou-se para Recife na adolescência para cursar Engenheira Química na Universidade Federal de Pernambuco (UFPE). Fez seu Mestrado em Física na mesma instituição. Em 1980, completou Mestrado Interdisciplinar na área de Energia e Meio Ambiente, na Universidade da Califórnia Santa Bárbara. Em 1986-1987, cursou pós-graduação interdisciplinar em Política Tecnológica, no Technology Policy Program do Massachusetts Institute of Technology (MIT).
No Brasil, após seu mestrado na Universidade da Califórnia Santa Bárbara, foi contratada como Analista de Desenvolvimento Científico do CNPq-Agência Regional Nordeste.

## Atuação
- 2015-2018 - Secretária de Ciência, Tecnologia e Inovação, do Governo do Estado de Pernambuco[1][2]
- 2005-2011 - Presidente do Centro de Gestão e Estudos Estratégicos – CGEE[1]
- 2013-2015 - Membro do Conselho de Orientação Estratégica do Institute for Advanced Sustainability Studies, Potsdam, Alemanha[1][2][3]
- 2009-2013 - Diretora do Centro de Gestão e Estudos Estratégicos – CGEE[5]
- 2001-2003 - Membro fundadora e Diretora do Centro de Gestão e Estudos Estratégicos – CGEE[1][2][3][6]
- 1999-2001 - Secretária Executiva Adjunta do Ministério da Ciência e Tecnologia[1][2][6]
- 1995-1998 - Presidente da Fundação de Apoio à Pesquisa de Pernambuco – FACEPE[1][2][4][6]
- 1990-1991 - Secretária de Ciência, Tecnologia e Inovação, do Governo do Estado de Pernambuco[1][2][3]
- 1991-1994 - Diretora do Departamento de Estudos Avançados da Fundação Joaquim Nabuco[1][2]
- 1990-2017 - Pesquisadora titular da Fundação Joaquim Nabuco[2][5][6]
- 1980-1990 - Analista de Desenvolvimento Científico e Tecnológico do CNPq – Agência Regional Nordeste[1][3]
- Membro do Conselho da Sociedade Brasileira para o Progresso da Ciência – SBPC[1]
- Membro do Conselho de Administração da Embrapa Tabuleiros Costeiros[1]
- Membro do Câmara de Inovação da Fundação de Apoio à Pesquisa de Pernambuco – Facepe[1]
- Membro da Academia Pernambucana de Ciências – APC[1]
- Membro do Conselho de Administração da Associação Brasileira de Tecnologia de Luz Síncrotron – ABTLuS[1][5]
- Presidente da Comissão de Avaliação do Centro de Energia e Materiais – CNEPEN[1][3]
- Coordenadora do Programa Sociedade da Informação no Ministério da Ciência e Tecnologia[1]
- Coordenadora da Unidade Nordeste da Rede Nacional de Pesquisa – RNP[1][2]
- Presidente do Fórum Nacional de Secretários de Ciência e Tecnologia, antecessor do atual Conselho Nacional dos Secretários de Ciência, Tecnologia e Inovação – Consecti[1]
- Membro do Comitê Gestor do Sistema Brasileiro de Tecnologia (Sibratec)[5]
- Membro da Comissão de Coordenação do Programa de Apoio a Núcleos de Excelência (Pronex)[5]

## Prêmios
- 2017 - Diploma de Construtores da Internet.br, categoria Nacional[1][2]
- 2010 - Medalha de Mérito Almirante Tamandaré, da Marinha Brasileira[1][2]
- 2008 - Ordem Nacional do Mérito Científico, categoria Grã-Cruz[1][2]
- 2002 - Ordem Nacional do Mérito Científico, categoria Comendador[1][7]
- 1991 - Medalha de Mérito Guararapes, do Governo do Estado de Pernambuco[1]